# 자전거 바퀴

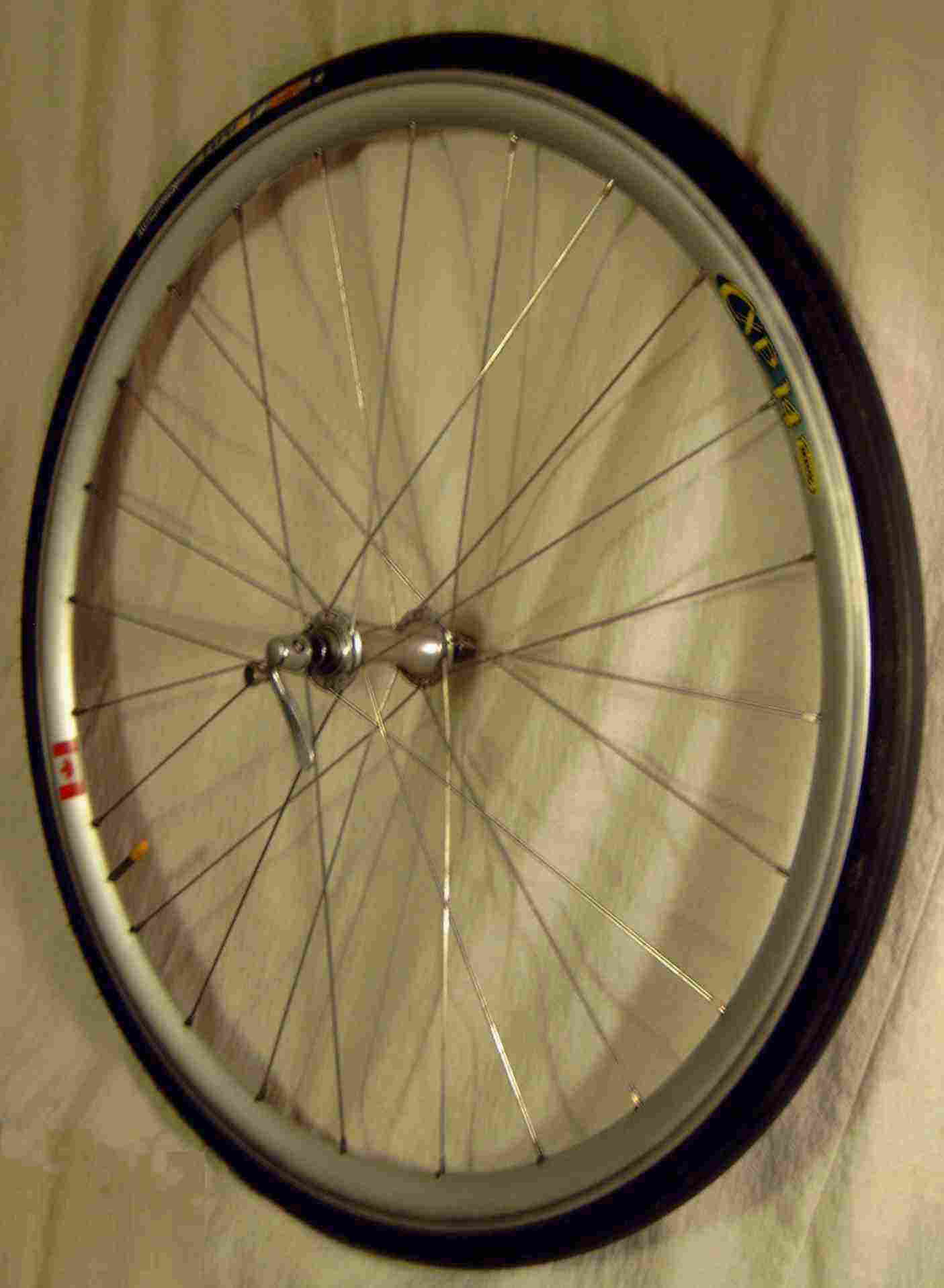
마빅 테를 쓴 경기 자전거 앞 바퀴

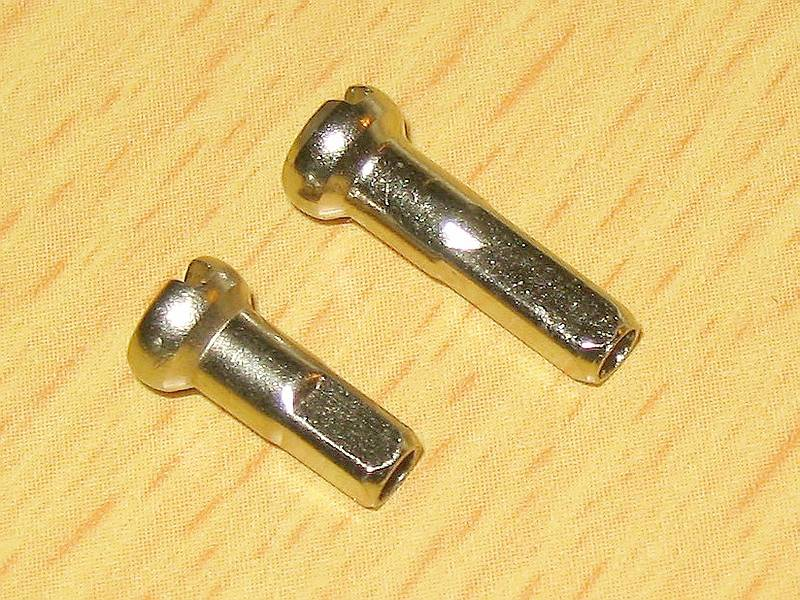
바퀴살 꼭지

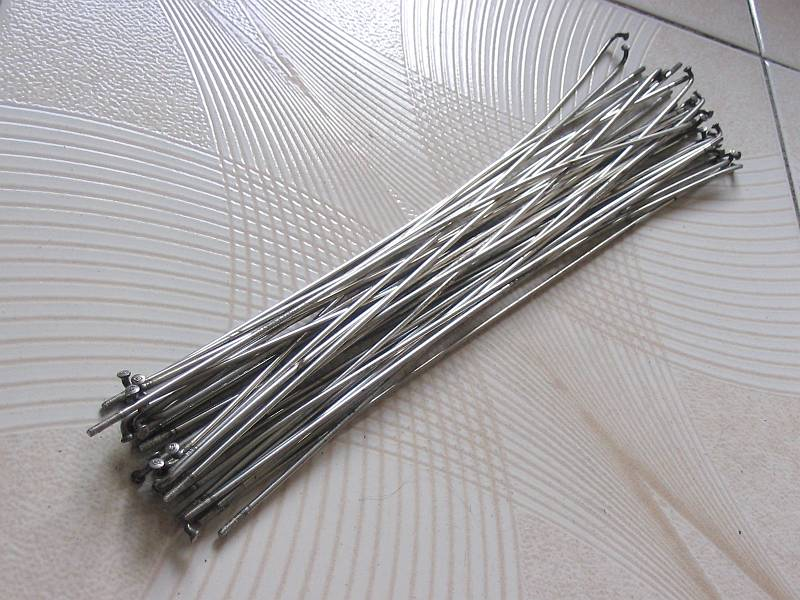
바퀴살

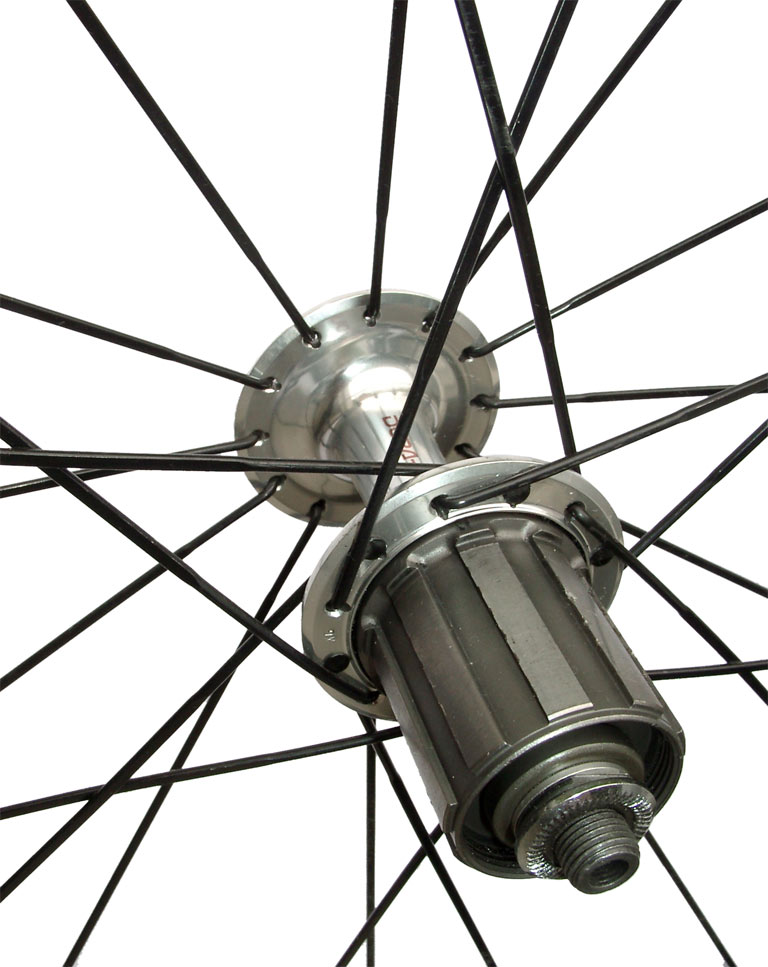
시마노 듀라에이스 프리허브

자전거 바퀴는 자전거의 바퀴를 말하며, 보통 쇠 바퀴살과 타이어, 바퀴테로 만들어져 있다. 한 쌍은 보통 휠셋(wheelset)이라 보통 부른다.
자전거 바퀴는 자전거 뼈대와 연결된 자전거 포크 끝단의 드랍아웃에 바퀴 축을 끼워 조립한다.

## 조립

### 허브(hub)
허브는 자전거 바퀴의 중심 부분이다. 바퀴 축, 베어링과 허브통으로 되어있다. 허브통 양끝에는 플랜지가 달려있어 바퀴살을 연결한다.

### 바퀴테(rim)
바퀴테는 알루미늄 합금이 대부분이나 1980년대 까지는 철로 만들었으며, 현대에는 탄소섬유도 많이 쓴다.
단면에 따라 상자형(box-section), 이중벽(double-wall), 단일벽(single-wall) 형태 등으로 나눈다.

### 바퀴살(spoke)
허브통 플랜지에 연결된 바퀴살이 테에 조립되는 곳에는 바퀴살 꼭지(영어: spoke nipple 스포크 니플[*])가 있어서 살의 장력을 균등하게 조절할 수 있도록 되어있다.

## 종류

### 도로 / 경기 자전거 바퀴
도로 자전거 경기에 가장 영향을 끼치는 요소:
- 공기역학
- 무게
- 회전 관성
- 허브/베어링 구름성
- 강도

공기역학적인 휠셋으로 탄소섬유를 많이 쓴다. 탄소섬유는 무게를 가볍게 하므로 허브통으로도 쓰인다. 공기역학적인 휠셋은 테가 높고, 바퀴살은 개수가 줄어들거나 아예 없이 원판으로 만들기도 한다. 무게를 줄이기 위해 테 개수를 반으로 줄이기도 한다.

### 산악 자전거 바퀴
- 26 인치 바퀴/ISO 559

26 인치 클린처 타이어가 대표적인 크기로, 유럽식이 아닌 미국식을 채택한 것은 처음 시작된 장소가 미국이기 때문이다. 대표적인 26 인치 테는 지름이 559 mm (22.0"), 타이어 바깥 지름은 약 26.2" (665 mm)이다.
- 29 인치바퀴/ISO 622

29 인치 바퀴는 700C (622 mm 클린처 바퀴 표준 지름)을 준용하는데, 사이클로크로스 자전거 뿐아니라 덩치큰 크로스컨트리 산악 자전거인들까지 탄다. 테 지름은 622 mm (~24.5 인치)는 대부분의 도로, 하이브리드와 여행용으로 표준형 자전거 바퀴다. 보통 29 인치 산악 자전거 타이어는 바깥지름이 28.5" (724 mm)이다.

### 700C 도로 자전거 바퀴/ISO 622
여행, 경기, 사이클로크로스 자전거는 목적에 따라 바퀴 형태가 크게 다르다. 가벼운 무게와 최적화된 공기역학 효율은 경기 자전거나 도로 자전거에 쓰이는 반면에 사이클로크로스는 튼튼해야 하며, 여행용 자전거는 좀 더 튼튼해야 한다.

### BMX 바퀴/ISO 406
보통 지름 20 인치(테 지름은 406 mm)을 가진 BMX 바퀴는 작은 편으로, 젊고 키가 작은 자전거인에게 잘 맞도록 되어있다. 점프나 스턴트 등에 유리하도록 튼튼하고, 회전 관성을 줄여 쉽게 바퀴를 가속할 수 있도록 만들어졌다.
BMX 허브에는 크게 2가지가 있다 카세트와 플코(프리코스터) 허브이다 카셋(카세트)허브는 보통 우리가 생각하는 페달을 안굴릴때 라쳇로리(타다다다다닥)소리가 나서 우리의 귀를 심심하지 않게 해주는 장점이 있다 그러나 자전거가 뒤로갈때 페달도 뒤로 굴려야하는 단점이 있다 이를 개선하기 위해 있는 것이 플코란 허브이다 이 허브는 라쳇소리가 안나는 대신 자전거가 뒤로갈때 페달을 안굴릴수 있다는 큰 장점이 있다 그러나 위더피플이라는 회사에서 하이브리드 허브를 발명했다 이 허브는 카셋의 라쳇소리를 나게할수도 있고 플코처럼 페달을 뒤로 안돌릴수 있게하는 기술이 발명이 되었다(걍한마디로 카셋이랑 플코를 합처논 괴물같은 물건이라고 생각하면 된다)

## 같이 보기
- ISO 5775